# Potok (Ulanica)
Potok – część wsi Ulanica w Polsce położona w województwie podkarpackim, w powiecie rzeszowskim, w gminie Dynów.
W latach 1975–1998 Potok administracyjnie należał do województwa przemyskiego